# 公民自由意志主义
公民意志自由主义（英語：Civil libertarianism）是一种政治思想，支持公民自由和公民权利，强调个人权利和个人自由在任何权威（如国家、公司、通过同侪压力施加的社会规范等）之上的至高无上的地位。